# Цистерна Базиліка

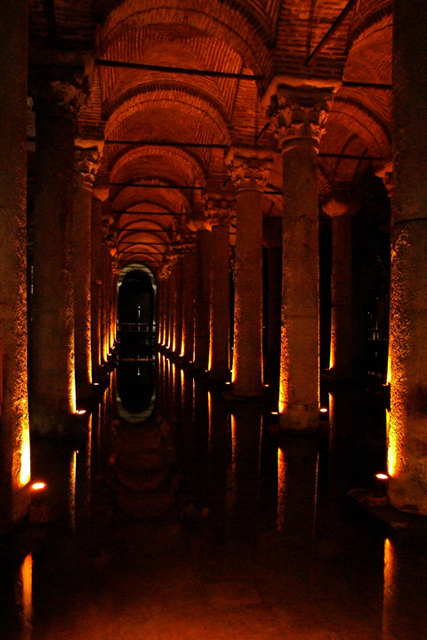
Цистерна Базиліка

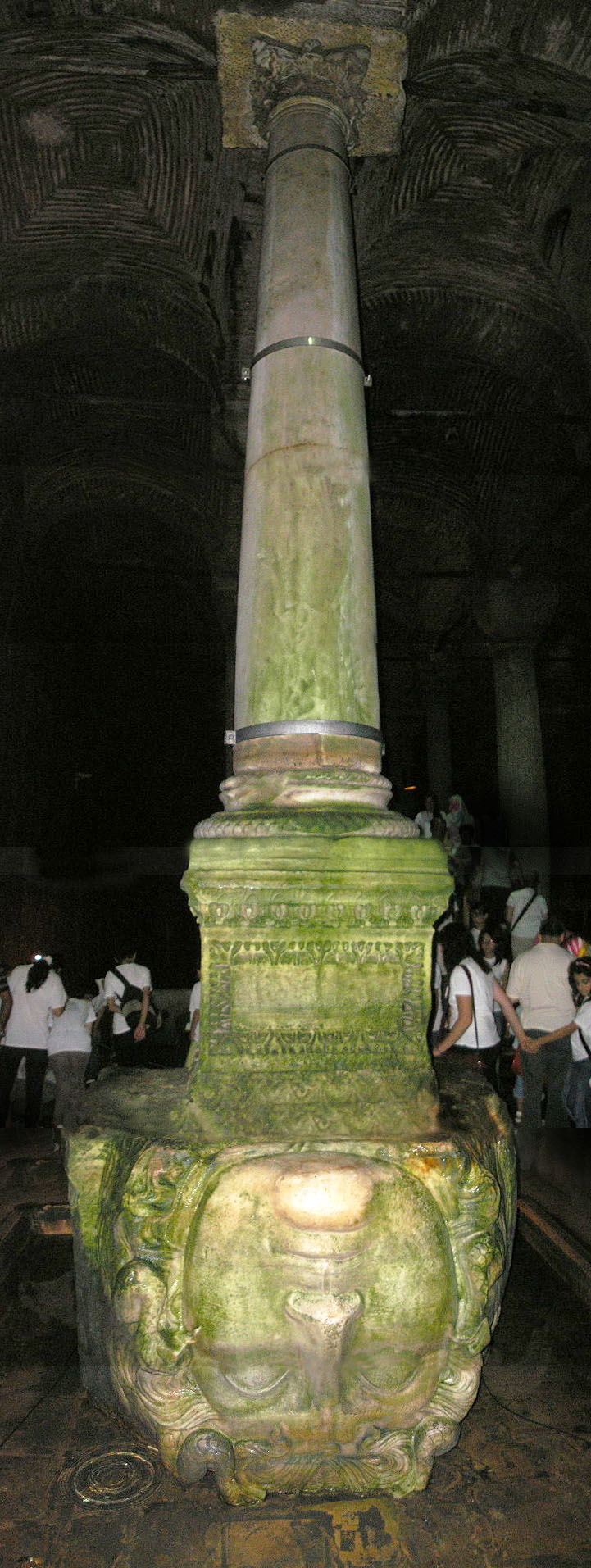
Колона з головою Медузи Горгони

Цистерна (водосховище) Базиліка (грец. Βασιλική Κινστέρναı) — одне з найбільших і добре збережених древніх підземних водосховищ Константинополя (в даний час в місті знайдено більше 40 цистерн), зовні схоже на палацовий комплекс. Тут зберігався резерв питної води на випадок посухи або облоги міста. Вода доставлялася водогонами і акведуками (у тому числі і найбільшим акведуком Константинополя — акведуком Валента) з джерел Белградського лісу, за 19 км на північ від міста. Цистерна Базиліка розташована в історичному центрі Стамбула в районі Султанахмет навпроти Собору Святої Софії.
Сама назва водосховища «Цистерна базиліки» означає «водосховище храму Святої Софії», оскільки розташований поруч із ним храм Святої Софії за конструктивними ознаками є базилікою.

## Історія
Будівництво цистерни було розпочато греками під час правління імператора Костянтина I (306-337) і закінчено в 532 за імператора Юстиніана. Розміри підземної споруди — 145 на 65 метрів, ємність — 80 000 м³ води. Склепінчасту стелю цистерни підтримують 336 колон (12 рядів по 28 колон) 8-метрової висоти. Колони стоять на відстані 4,80 метра одна від одної, стіни зроблені з вогнетривкої цегли товщиною 4 метри і покриті спеціальним водоізоляційним розчином.
Велика частина колон взята з античних храмів, тому вони відрізняються одна від одної сортом мармуру і видом обробки, частина з них складається з однієї, інші з двох деталей, у двох колон в основі голови Медузи Горгони. Невідомо, звідки вони привезені і якій давній споруді належали раніше. По сусідству знаходиться «Басейн бажань», а на дні його поблискують монетки. На узвишші біля виходу з Цистерни знаходиться поміст і ресторанчик, де ввечері грає жива музика.
Цистерна активно використовувалася до XVI століття, згодом водосховище було закинуто і сильно забруднене, і тільки в 1987 в очищеній Цистерні відкрився музей.

## Цистерна в культурі
У цистерні проходили зйомки епізоду фільму про Джеймса Бонда «З Росії з любов'ю», гостросюжетної картини — «Інтернаціональ» (2009), фільму Андрія Кончаловського «Одісея».
У книзі Дена Брауна «Інферно» цистерна — одне з основних місць подій.

## Галерея

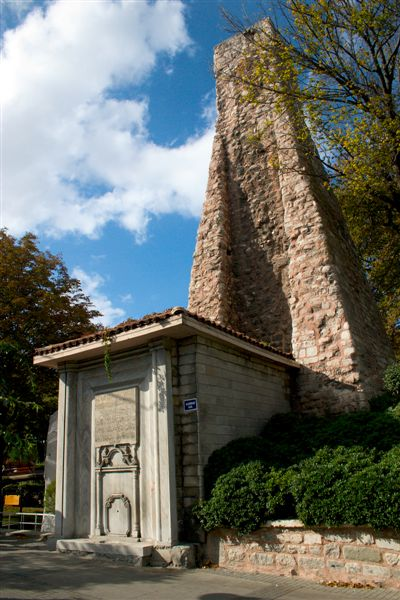
Вхід
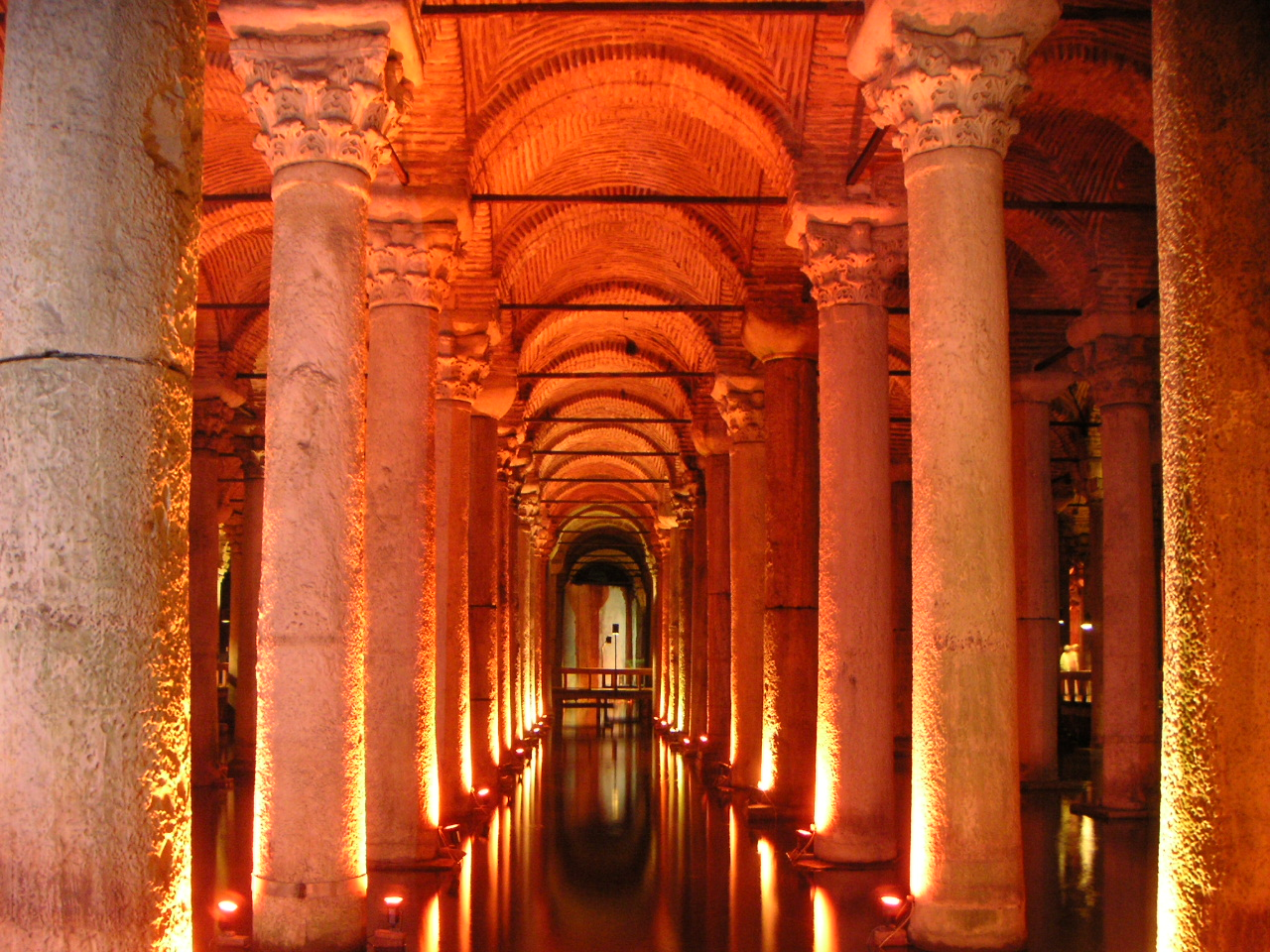
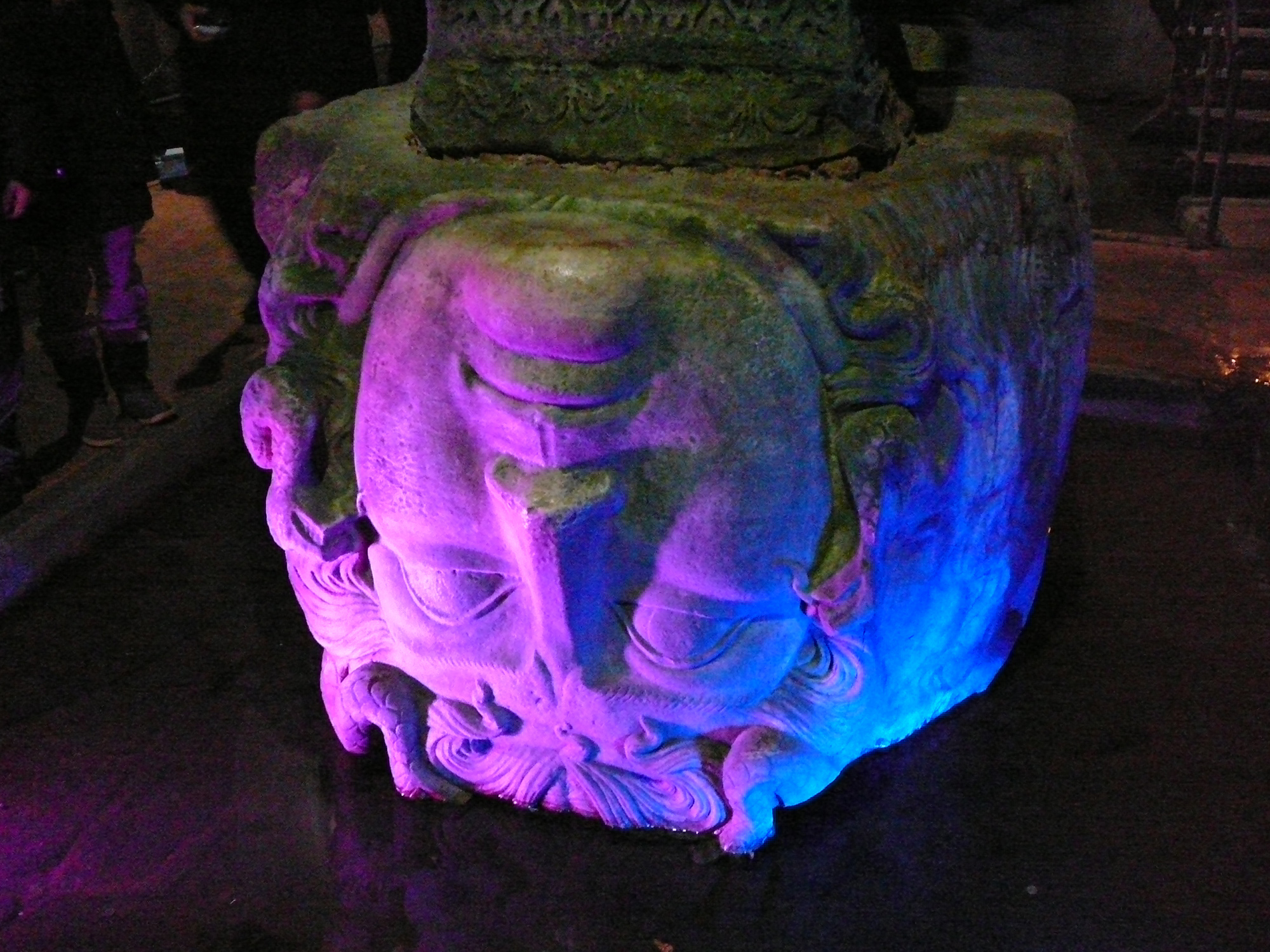
Колона з головою Медузи біля основи
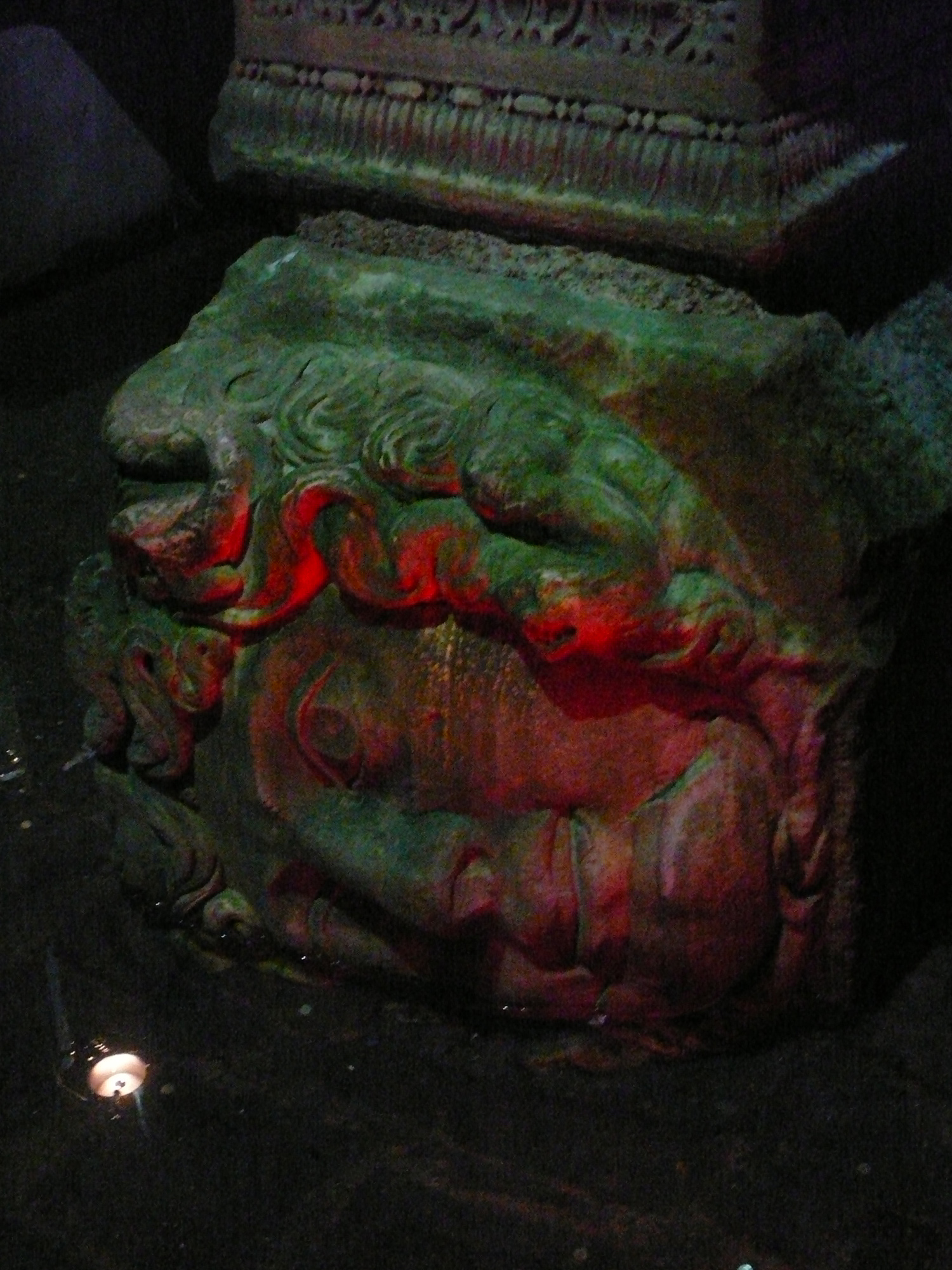
Інша колона з головою Медузи
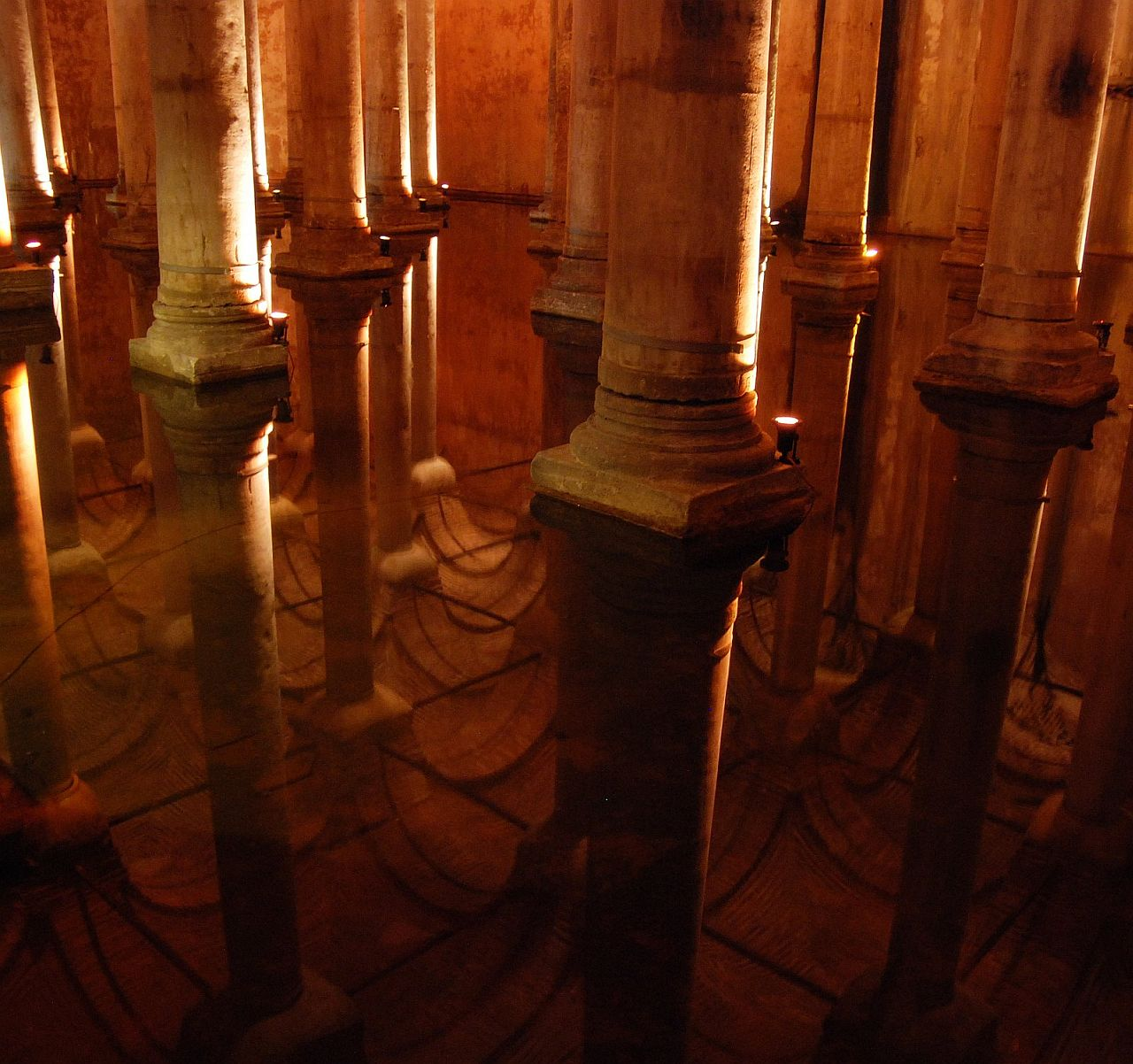
Стеля Цистерни Базиліки відбивається у воді
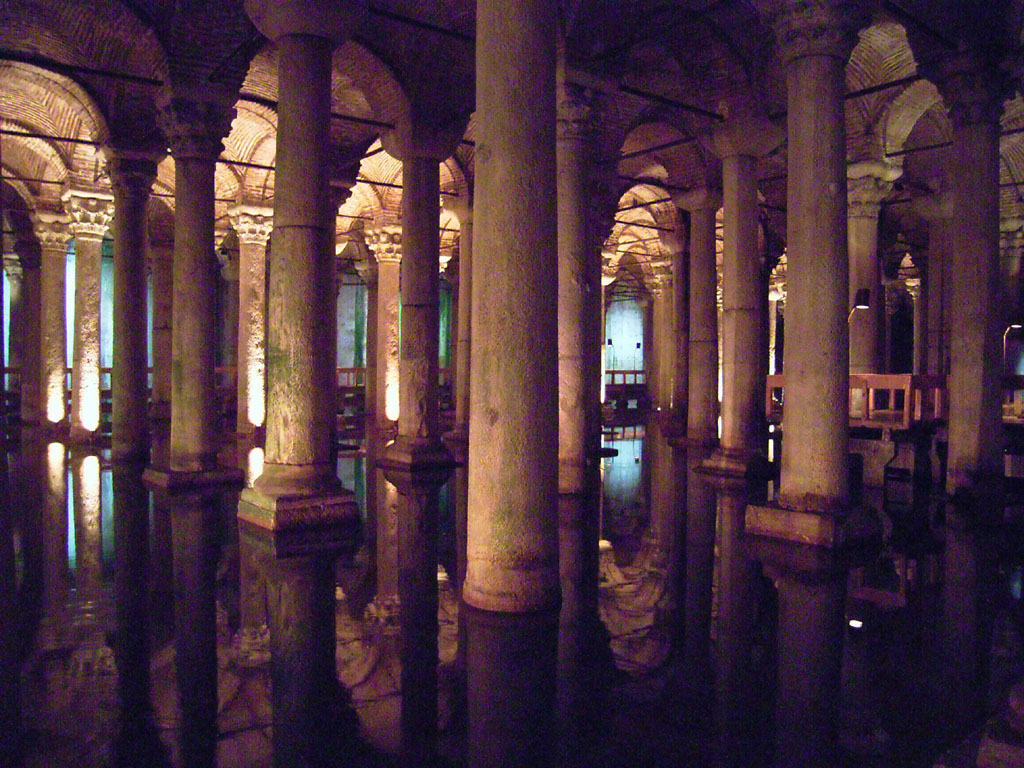
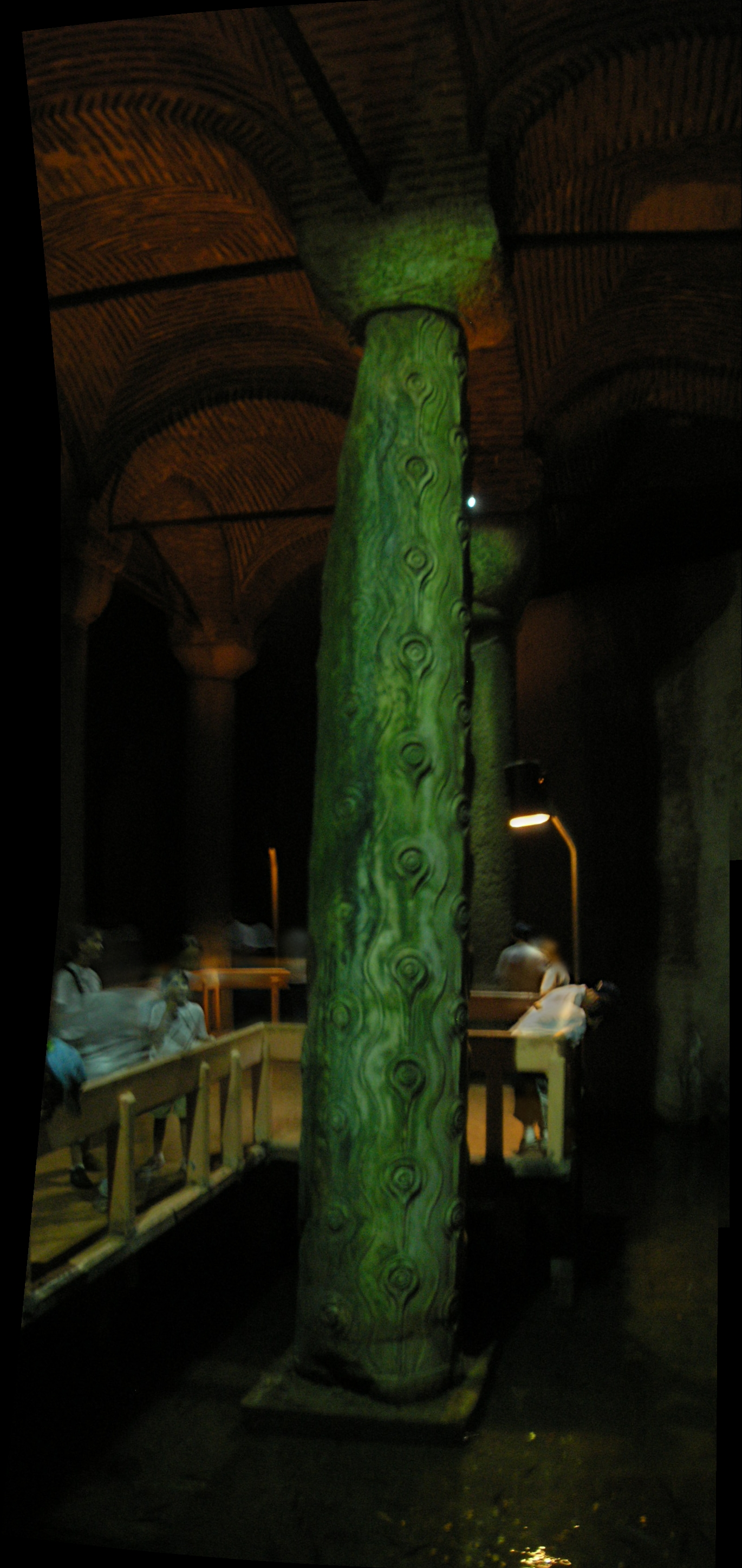
Стовп з оком павича
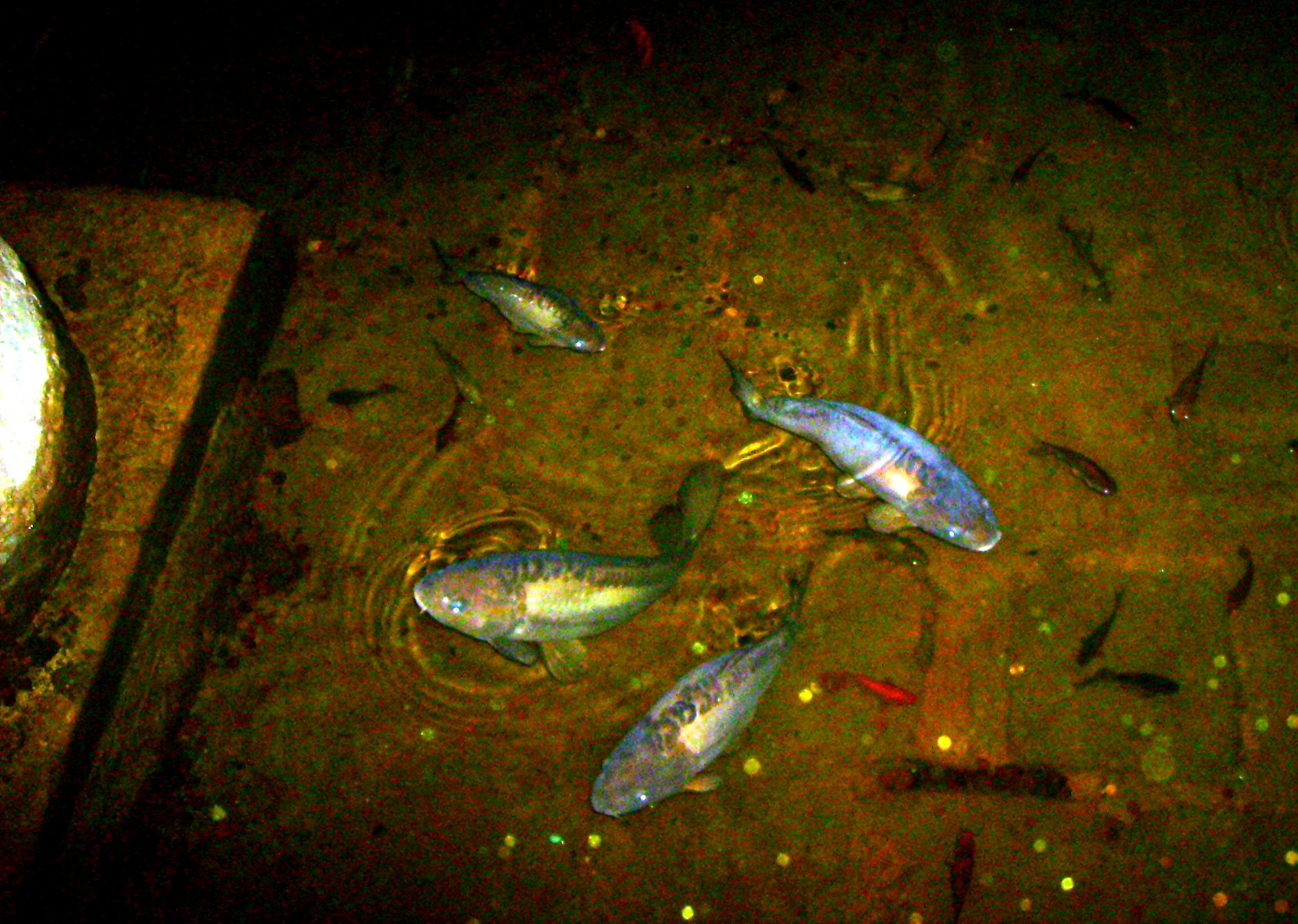
Карп в цистерні
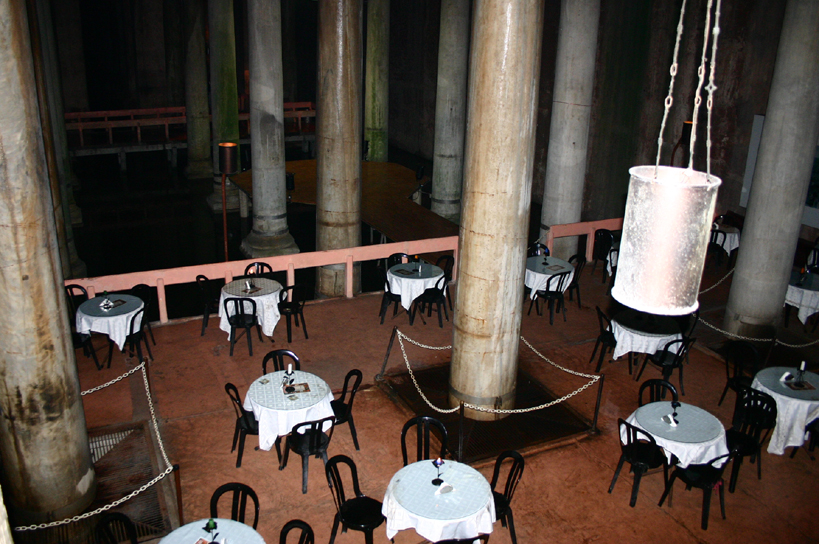
Кафе цистерни
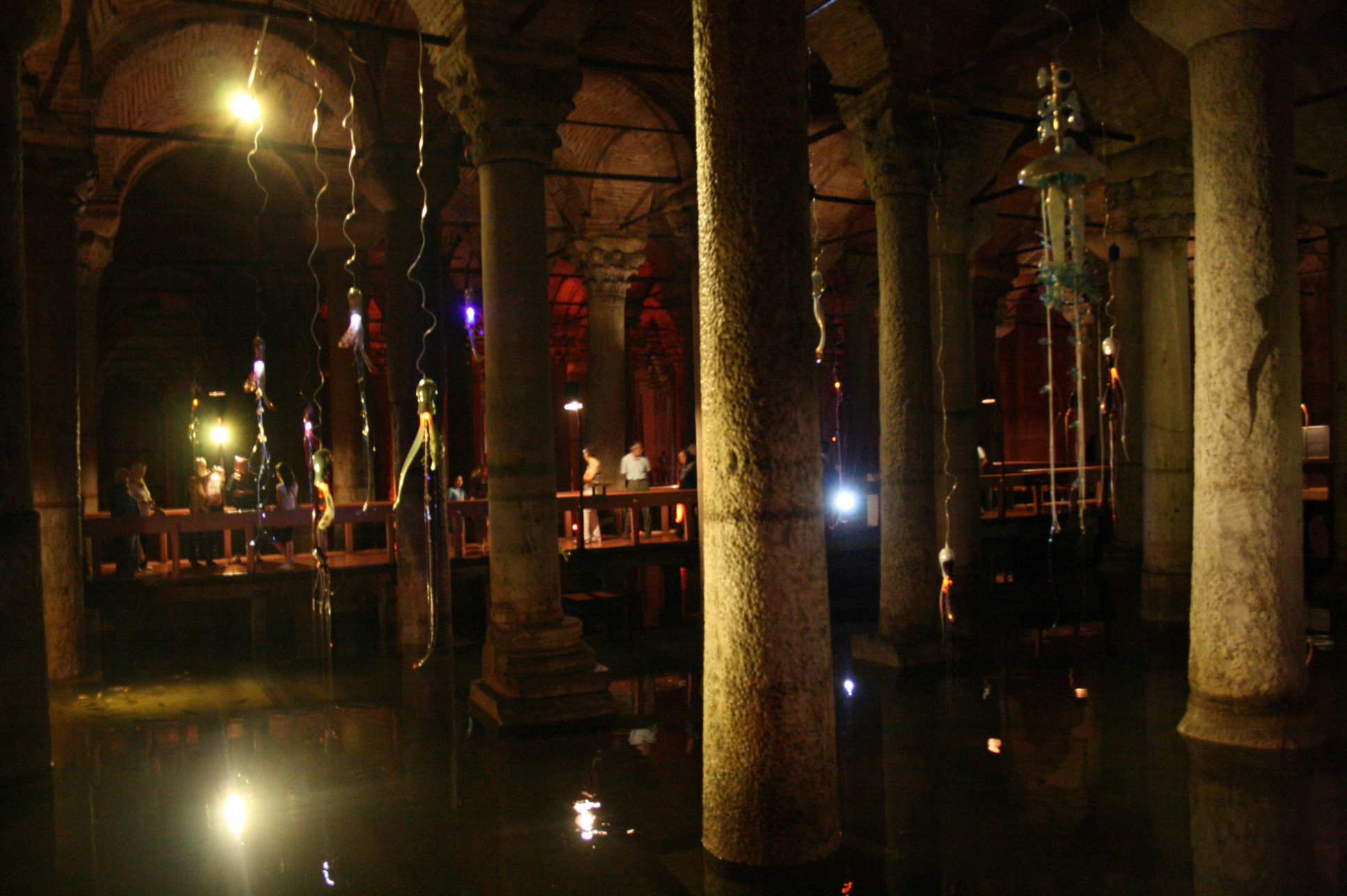
художня виставка в Цистерні, 2010.
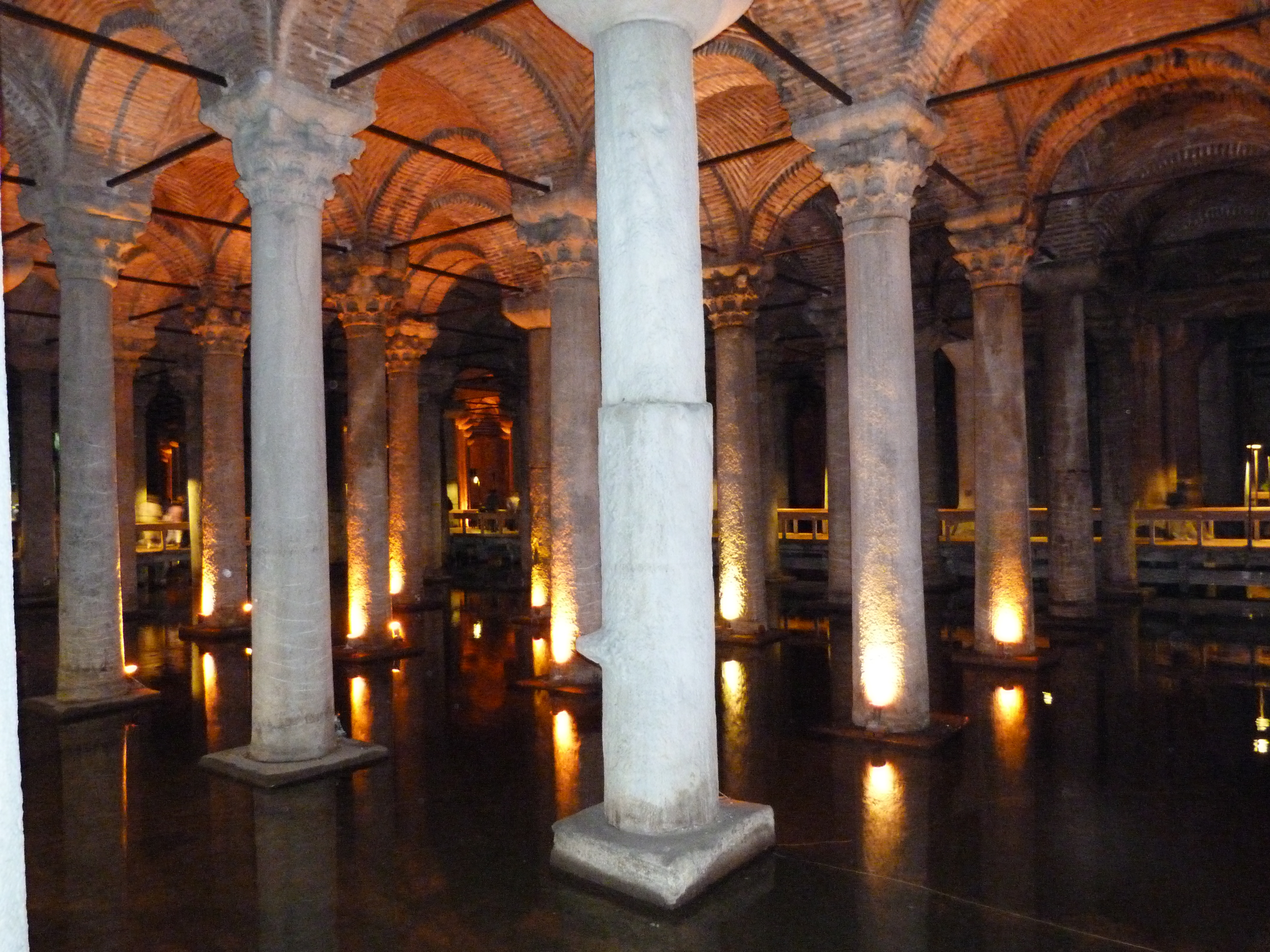
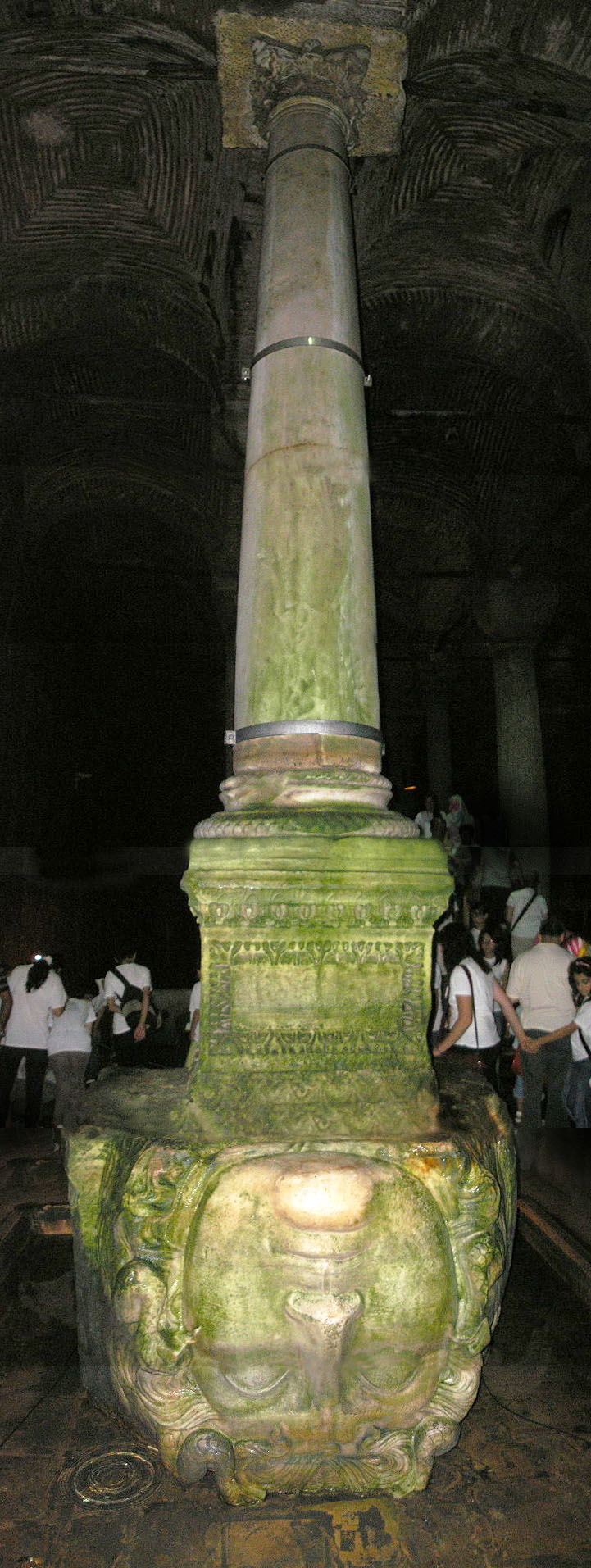
Стовп з головою іншої Медузи
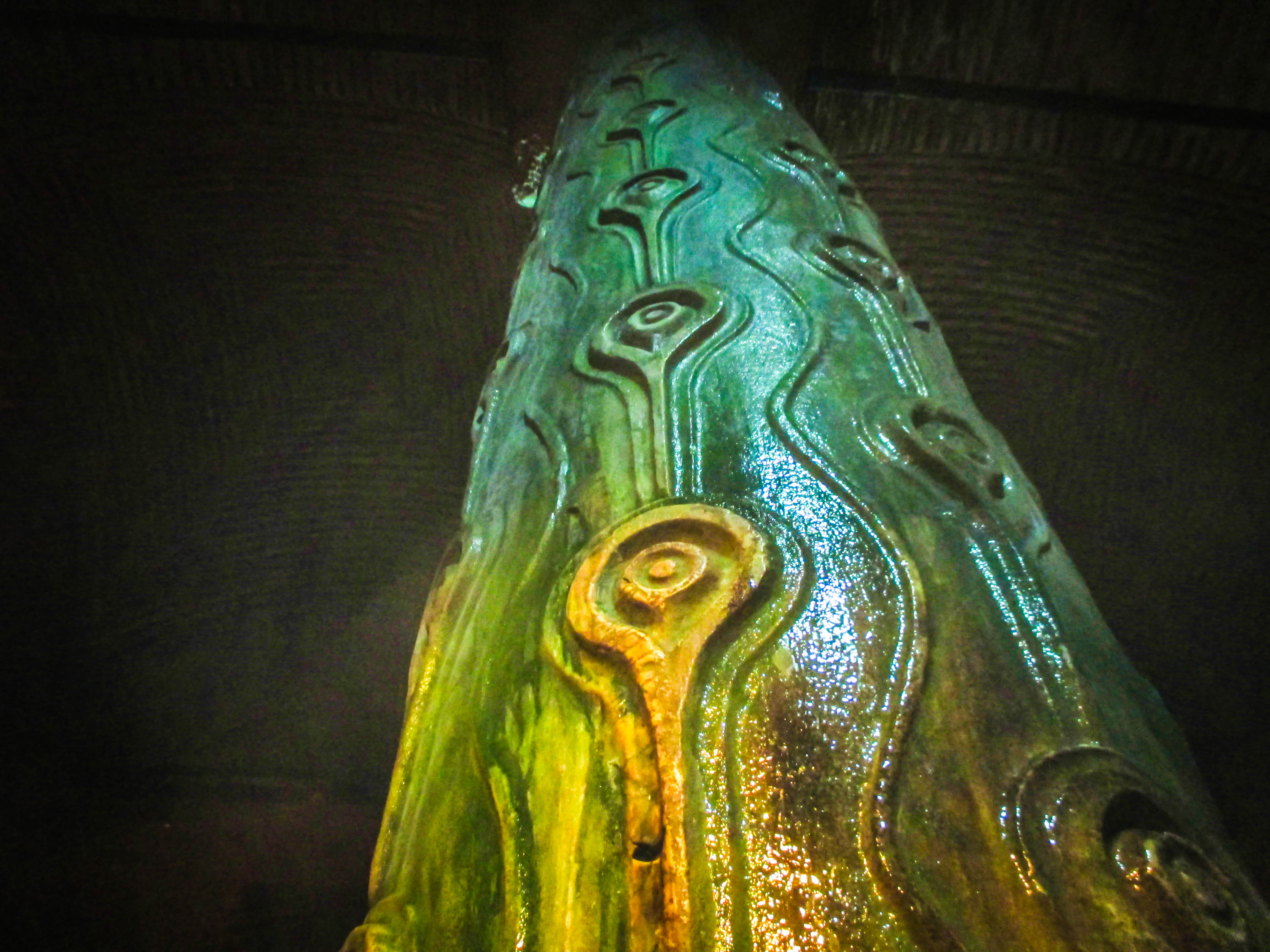
Колонна «Око Хена».
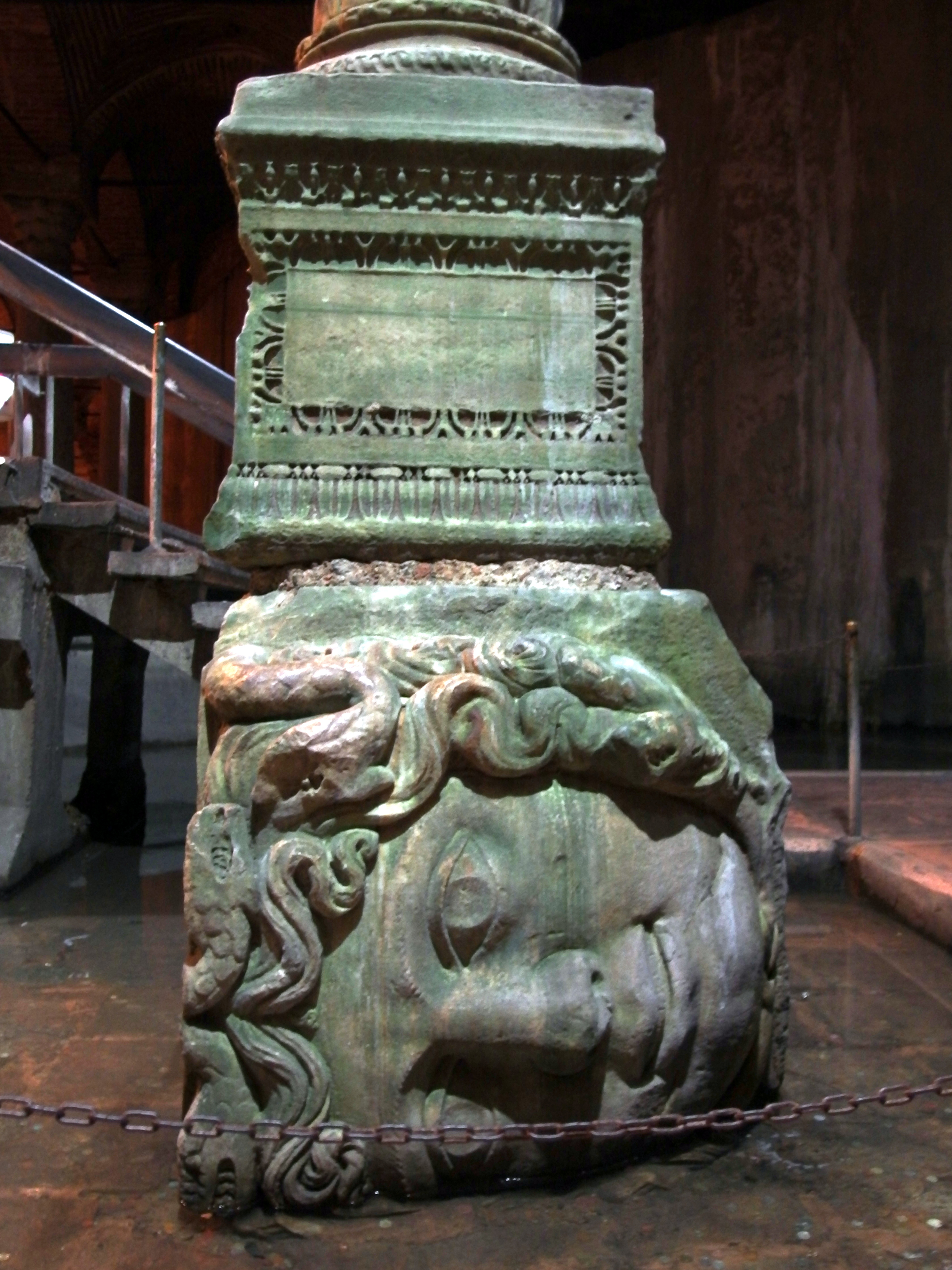
Бічна Медуза